# Albany County (Wyoming)
Albany County ist ein County im Bundesstaat Wyoming der Vereinigten Staaten. Bei der  Volkszählung 2020 lebten im County 37.066 Einwohner. Der Verwaltungssitz (County Seat) ist Laramie.

## Geographie
Nach Angaben des US-Zensusbüros bedeckt Albany County eine Fläche von 11.160 Quadratkilometern; davon sind 93 Quadratkilometer Wasserfläche. Das County grenzt im Uhrzeigersinn an die Countys: Converse County, Platte County, Laramie County, Larimer County Colorado, Jackson County Colorado und Carbon County.

## Demografische Daten

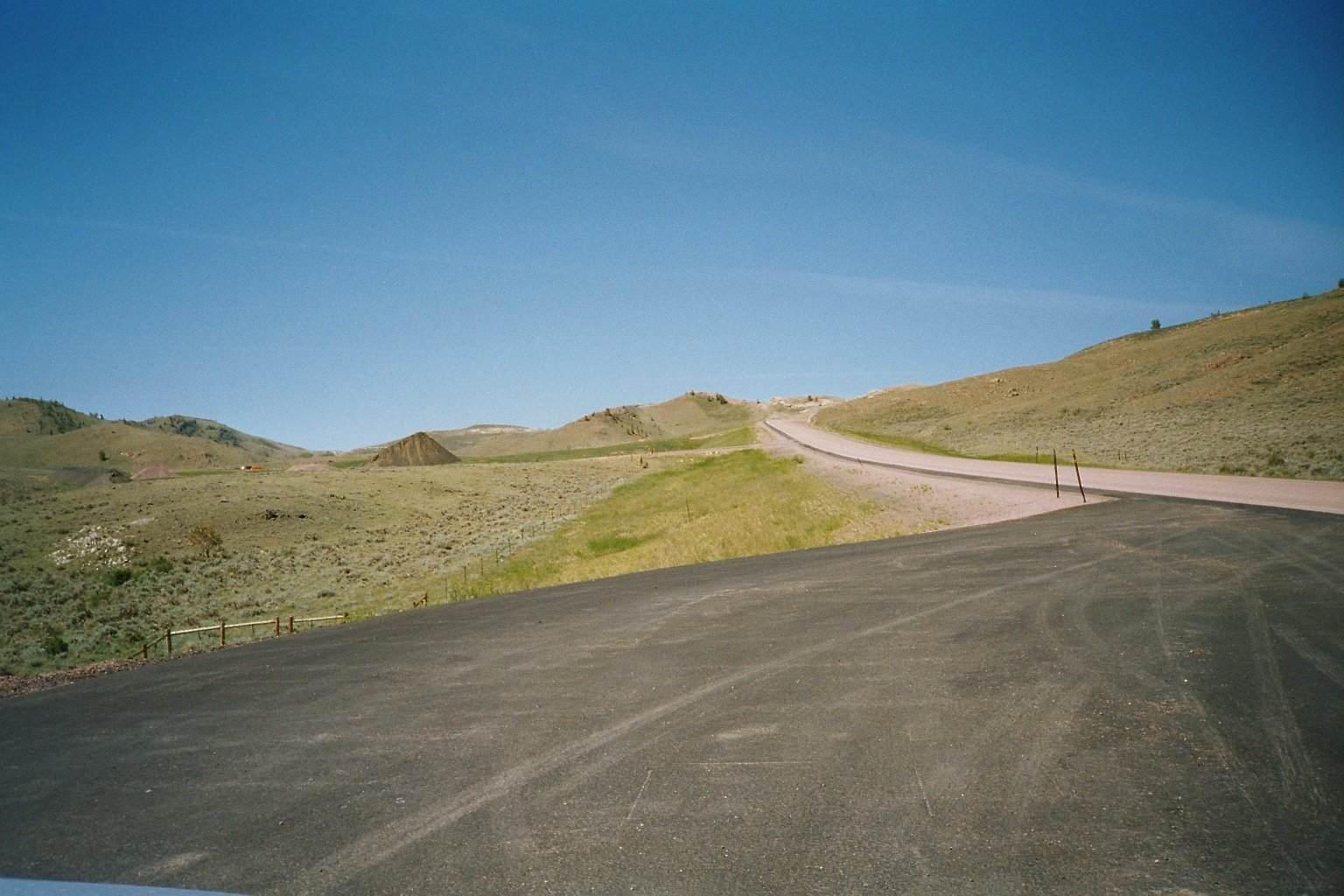
Albany County (WY), Morton Pass WYO 34

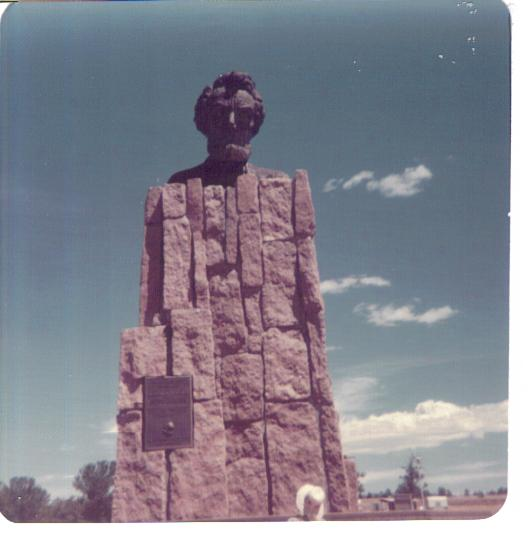
Abraham Lincoln Memorial Monument an der Interstate 80

Nach der Volkszählung im Jahr 2000 lebten im Albany County 32.014 Menschen. Es gab 13.269 Haushalte und 7006 Familien. Die Bevölkerungsdichte betrug 3 Einwohner pro Quadratkilometer. Ethnisch betrachtet setzte sich die Bevölkerung zusammen aus 91,32 % Weißen, 1,11 % Afroamerikanern, 0,95 % amerikanischen Ureinwohnern, 1,70 % Asiaten, 0,06 % Bewohnern aus dem pazifischen Inselraum und 2,65 % aus anderen ethnischen Gruppen; 2,22 % stammten von zwei oder mehr ethnischen Gruppen ab. 7,49 % Prozent der Bevölkerung waren spanischer oder lateinamerikanischer Abstammung.
Von den 13.269 Haushalten hatten 23,90 % Kinder und Jugendliche unter 18 Jahre, die bei ihnen lebten. 42,00 % waren verheiratete, zusammenlebende Paare, 7,50 % Prozent waren allein erziehende Mütter, 47,20 % waren keine Familien. 31,40 % waren Singlehaushalte und in 6,20 % lebten Menschen im Alter von 65 Jahren oder darüber. Die Durchschnittshaushaltsgröße betrug 2,23 und die durchschnittliche Familiengröße lag bei 2,84 Personen.
Auf das gesamte County bezogen setzte sich die Bevölkerung zusammen aus 18,40 % Einwohnern unter 18 Jahren, 28,20 % zwischen 18 und 24 Jahren, 26,10 % zwischen 25 und 44 Jahren, 19,10 % zwischen 45 und 64 Jahren und 8,30 % waren 65 Jahre alt oder darüber. Das Durchschnittsalter betrug 27 Jahre. Auf 100 weibliche Personen kamen 106,70 männliche Personen, auf 100 Frauen im Alter ab 18 Jahren kamen statistisch 106,40 Männer.
Das jährliche Durchschnittseinkommen eines Haushalts betrug 28.790 USD, das Durchschnittseinkommen der Familien betrug 44.334. USD. Männer hatten ein Durchschnittseinkommen von 31.087 USD, Frauen 22.061 USD. Das Prokopfeinkommen betrug 16.706 USD. 21,00 % der Familien und 10,80 % der Bevölkerung lebten unterhalb der Armutsgrenze. 15,70 % davon waren unter 18 Jahre und 8,80 % waren 65 Jahre oder älter.

## Orte im Albany County
| City - Laramie | Town - Rock River |

Census-designated places (CDP)
| - Albany - Centennial - Fox Park - Woods Landing-Jelm |

Unincorporated Communitys
| - Binford - Bosler - Bosler Junction - Buford - Cooper Lake - Dale Creek - Deerwood - Garrett - Gramm - Harmony - Harper - Hatton | - Hermosa - Keystone - Little Medicine - Lookout - Millbrook - New Jelm - Sherman - The Buttes - Tie Siding - Toltec - Wilcox - Wyocolo |

## Nationale Schutzgebiete
- Bamforth National Wildlife Refuge
- Hutton Lake National Wildlife Refuge
- Medicine Bow – Routt National Forest mit der Gebirgskette der Laramie Mountains und der von weitem sichtbaren höchsten Erhebung, dem Laramie Peak
- Mortenson Lake National Wildlife Refuge